# Mwanzangoma
La Mwanzangoma est une rivière de la république démocratique du Congo, séparant les territoires de Dimbelenge et de Dibaya, bordant la ville de Kananga, traversant le territoire de Demba dans la province du Kasaï-Central où elle se jette dans la Lubudi, et séparant cette province de la province du Kasaï-Oriental.